# Tomorrow Never Knows
Tomorrow Never Knows – utwór zespołu The Beatles napisany przez John Lennona i Paul McCartneya. Piosenka zamyka wydany przez „Beatlesów” w 1966 roku album Revolver. Krytyk muzyczny Richie Unterberger z AllMusic powiedział, że jest to najbardziej eksperymentalny i psychodeliczny utwór na albumie Revolver, zarówno w jego strukturze jak i w produkcji.

## Podział ról
1. John Lennon – wokal, organy i tamburyn
2. Paul McCartney – gitara basowa
3. George Harrison – gitara, sitar
4. Ringo Starr – perkusja
5. George Martin fortepian, producent muzyczny
6. Geoff Emerick – inżynier dźwięku